# A Capela
A Capela è un comune spagnolo di 1 530 abitanti situato nella comunità autonoma della Galizia.